# Roman Humenberger
Roman Humenberger (nascido em 26 de janeiro de 1945) é um ex-ciclista austríaco de ciclismo de estrada.
Competiu na prova de estrada individual nos Jogos Olímpicos de Verão de 1972 e 1976. Em 1972 e 1976, também fez parte da equipe austríaca que competiu nos 100 km contrarrelógio por equipes.